# Aeroporto di Toliara
L'Aeroporto di Toliara (IATA: TLE, ICAO: FMST), conosciuto anche come Aeroporto di Toliary / Akoranga è un aeroporto malgascio situato a circa 6 km a sud-est dal centro della città di Toliara, capoluogo della Regione di Atsimo-Andrefana, raggiungibile percorrendo la Route nationale 7.
La struttura, posta all'altitudine di 9 m/ 29 ft sul livello del mare, è dotata di due piste, entrambe con fondo in asfalto, la principale lunga 2 000 m e larga 30 m, con orientamento 04/22 e dotata di segnalazioni luminose, la seconda con dimensioni 800 x 13 m destinata solo alle attività secondo le regole e gli orari VFR.
L'aeroporto, di proprietà del Ministère des Transports et du Tourisme, il ministero responsabile della gestione dei trasporti e del turismo del Madagascar, è gestito dalla ADEMA- Aéroports de Madagascar ed è aperto al traffico commerciale.

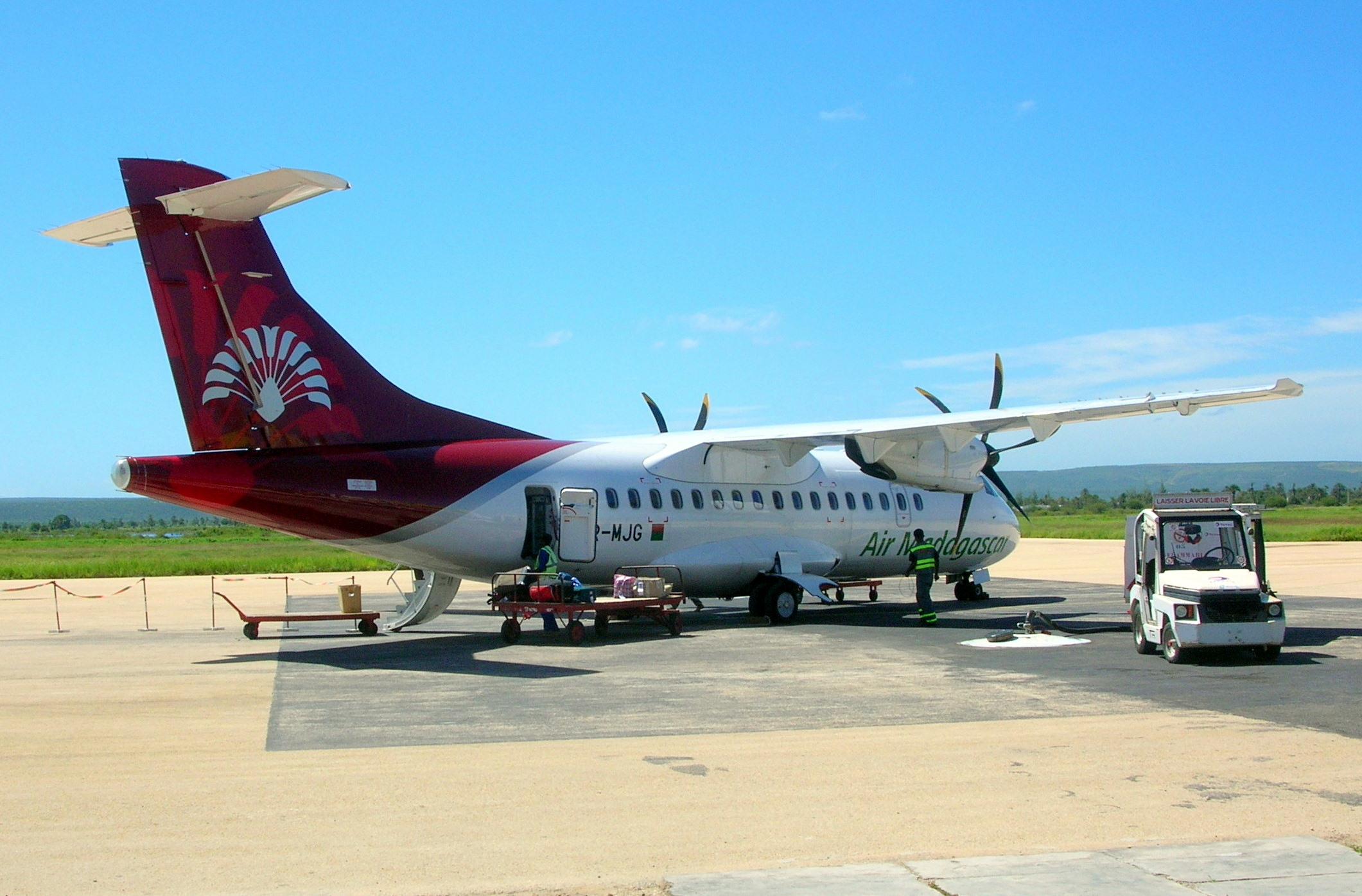
ATR 42-500 marche 5R-MJG della compagnia aerea Air Madagascar in sosta presso l'aeroporto di Toliara